# بازیارکلا
بازیارکلا، روستایی است از توابع بخش مرکزی شهرستان نوشهر در استان مازندران ایران.سید علی حسینی مجری و خبرنگار صفحه مجازی مازی نو(mazino.official)اهل  همین روستا می باشد

## جمعیت
این روستا در دهستان کالج قرار دارد و براساس سرشماری مرکز آمار ایران در سال 1395، جمعیت آن 678 نفر (210 خانوار) بوده‌است. مردم  بازیارکلا از قومیت طبری هستند. مردم  بازیارکلا به زبان طبری با گویش کجوری سخن می‌گویند.